# هيروتو ياماموتو
هيروتو ياماموتو (باليابانية: 山本 啓人) (16 أكتوبر 1988 في إيباراكي في اليابان – )؛ هو لاعب كرة قدم ياباني سابق كان يلعب كلاعب وسط.

## وصلات خارجية
- هيروتو ياماموتو على موقع رابطة كرة القدم اليابانية للمحترفين (اليابانية)
- هيروتو ياماموتو على موقع قاعدة بيانات كرة القدم.إي يو (الإنجليزية)
- هيروتو ياماموتو على موقع Soccerway.com (الإنجليزية)